# Paramignya scandens
Paramignya scandens är en vinruteväxtart som först beskrevs av William Griffiths, och fick sitt nu gällande namn av William Grant Craib. Paramignya scandens ingår i släktet Paramignya och familjen vinruteväxter.

## Underarter
Arten delas in i följande underarter:
- P. s. hispida
- P. s. ridleyi